# Diamond Head
Diamond Head er et britisk heavy metal-band, der blev stiftet i 1976 i Stourbridge. Det var et af de ledende bands i New Wave of British Heavy Metal bevægelsen og har været inspirationskilde til Metallica og Megadeth.

## Historie

### De tidlige år
Diamond Head blev dannet af de to skolekammerater Brian Tatler og Duncan Scott. Tatler spillede på en Cheap Fuzz guitar og Scott på kagedåser. Sean Harris kom med, efter de lærte hans sangevner at kende på en skoletur og afprøvede ham i Tatlers soveværelse. Bassisten Colin Kimberly kom med i bandet nogle måneder senere (og var Diamond Heads fjerde bassist). Bandet fik nogle jobs i Black Country-området. Selv i de tidlige dage nægtede gruppen at spille covernumre og blev ved deres eget materiale. I et interview fortalte Brian Tatler, at de skrev 100 sange før deres første studieudgivelse.
Bandet optog og udgav selv-finansierede demobånd i 1977 og 1979. Selvom de blev optaget på seks timer fik deres unikke lyd og kvalitet af sangskrivning nok opmærksomhed til at de kunne turnere som støtte med AC/DC og Iron Maiden. Selv om en række pladeselskaber kæmpede for at skrive kontrakt med bandet, ville ingen fæstne sig fuldstændigt.
 At bandet var styret af Sean Harris' mor (Linda Harris) hjalp ikke på deres kommercielle tilstand. Mens andre New Wave of British Heavy Metal-bands som Def Leppard skrev kontrakt med større pladeselskaber og var på deres egne turneer, var Diamond Head mere utålmodige og bestemte sig for at udgive deres materiale på deres eget pladeselskab Happy Face Records.
Den første udgivelse fra dette pladeselskab var 1980-singlen Shoot Out The Lights (B-side Helpless). Bandet havde dog allerede udgivet en singlen Sweet and Innocent (B-side Streets of Gold) på Media Records samme år. Så indspillede bandet deres debutalbum på Happy Face Records, mest kendt som Lightning to the Nations på syv dage i The Old Smythy Studio i Worcester, som bandet beskrev som "dødt". Dette album kom i et helt hvidt cover, uden nogen titel (da albummet aldrig havde et officiel navn), kun med signaturen fra et af bandmedlemmerne og ingen sporliste. Grunden til fordi bandets manager Reg Fellows ejede en kartonfabrik og kunne producere albumcoverene billigt. Der var oprindeligt kun trykt 1000 eksemplarer, som kun kunne købes ved deres koncerter eller via postordre til en pris på 3.50£. Den eneste postordrereklame fandtes i Sounds og varede i 4 uger. Bandet betalte ikke for reklamen og endte med at blive sagsøgt. Senere blev yderligere 1000 eksemplarer trykt som indeholdt sporliste. Desværre blev de originale 1/4" masterbånd væk efter bandet havde sendt dem til det tyske pladeselskab Woolfe Records og de blev aldrig returneret. Woolfe Records udgav albummet som var en version med et billede af jorden der brændte på frontcoveret. I 2001 blev det genudgivet af Sanctuary Records selv om Brian Tatler havde sagt i et interview i 1982 at det aldrig ville ske.

### Living On...Borrowed Time
Succesen fra deres første album førte til en kontrakt med MCA Records i 1981, og de udgav deres Four Cuts Ep som indeholt klassikere som "Call Me" og "Dead Reckoning". Deres "major label" status gav dem en plads på Reading Festival i 1982. De spillede et slående sæt der blev optaget af BBC og senere udgivet i 1992 af Raw Fruit Records som Friday Rock Show Sessions. Den første MCA LP, Borrowed Time havde et Rodney Matthews designet gatefold-cover. Investeringerne fra MCAs side betalte sig da det lykkedes albummet at komme op på #24 på de britiske albumshitlister, hvilket tillod bandet at spille en fuldstørrelse turné i Storbritannien. De spillede på store steder som Londons Hammersmith Apollo. Sammen med Borrowed Time udkom Diamond Heads tredje single In The Heat of the Night, som indeholdt liveudgaver af "Play it Loud" og "Sweet and Innocent" (optaget på Zig-Zag Club) såvel som et interview med DJ Tommy Vance (selv om han ikke var med på 12"-udgivelsen).
Desværre var succesen kort, da Diamond Head prøvede en mere eksperimentel efterfølger til Borrowed Time med navnet Making Musik. Det kom i 1983 til at hedde Canterbury . Dets succes blev ødelagt, da de første 20.000 plader led under vinyltrykproblemer der fik LP'en til at "hoppe." Desuden var der ikke mange der kunne lide den mere progressive retning, da de fleste fans forventede en "Borrowed Time 2". Det var også det første album, der ikke havde Duncan Scott og Colin Kimberly med, på grund af pres fra MCA til at have dem fjernet fra bandet. Mervyn Goldsworthy og Robbie France, spillede med på bas og trommer.
Diamond Head åbnede Monsters of Rockfestivalen i 1983 og startede på det der skulle blive deres fjerde studiealbum Flight East. Men efter at være blevet droppet af MCA blev Tatler og Harris enige om at droppe Diamond Head, da de følte de ikke længere passede ind i metal-scenen, som blomstrede med navne som Metallica og Slayer. Så i 1985 gik bandet i opløsning.
Grunden til ændringerne i bandets musiske retning var at de var trætte af bare at spille heavy metal og følte at det var tid til ændringer, lidt ligesom Led Zeppeling gjorde. En anden ændring bandet gjorde på det tidspunkt var at Brian Tatler skiftede fra sin Flying V til en Gibson Les Paul på grund af populariteten af den første.

### Genforening og National Bowl Ulykken
Metallicas stigende status og deres ofte nævnte inspiration af Diamond Head-lyden holdt bandet forholdsvist kendt og hjalp til bedre pladesalg. Brian Tatler og Sean Harris genforenede Diamond Head i 1991. Med Karl Wilcox på trommer og Eddie "Chaos" Moohan på bas spillede de en række mindre shows under navnet "Dead Reckoning. Bandet udgav også en ny EP Rising Up med "Wild on the Streets" og "Can't Help Myself", men den kunne kun købes ved koncerter og specialiserede musikbutikker. Samme år arbejdede Harris på en sang med Dave Mustaine til Megadeth kandet "Crown of Worms" – den blev oprindeligt ikke udgivet men fandtes på en remastered udgave af Countdown to Extinction.
Med bidrag fra Tony Iommi fra Black Sabbath og Dave Mustaine fra Megadeth, udgav bandet i 1993 Death and Progress. Dog var bandets genforening kort, da de ville splittes så snart pladen var udgivet. En bemærkelsesværdig hændelse på Death and Progress turnéen var, da Diamond Head åbnede for Metallica og Megadeth ved National Bowl i Milton, Keynes. Sean Harris kom udklædt som manden med leen, som Brian Tatler fortalte var Harris' måde at sige at The New Wave Of British Heavy Metal var slut. Deres optræden var ikke specielt god fordi de bl.a. blev filmet af MTV, Tatler havde svimmelhed på det tidspunkt og Diamond Head havde meget lidt øvetid inden jobbet. I 1994 splittedes bandet igen, og det var ikke før i år 2000 at de igen blev genforenet.

### År 2000 og frem
I år 2000 genforenedes Harris og Tatler sammen med guitaristen Floyd Brennan og spillede en række korte akustiske shows, der endte med udgivelsen af First Cuts Acoustic Epen. Det så ud til at Diamond Head var tilbage og bandet startede på turné igen, med Eddie Moohan og Karl Wilcox tilbage i bandet. Denne turné havde også Diamond Heads første show i USA, der aldrig skete i deres tidlige dage på grund af tilrettelæggelsesproblemer. Bandet begyndte endda at optage nyt materiale i studiet men Harris ønskede at det blev udgivet under et nyt navn og havde i øvrigt mistet interessen for at spille live. Efter flere år med Tatler og resten af bandet der forsøgte at overtale Harris krav, gik Diamond Head og Sean Harris hver deres vej. Selvom Harris fortalte i på Blabbermouth.net havde han ligeså meget ret til Diamond Head navnet som nogen andre, og så vidt han vidste var han stadig med i bandet.

### Nick Tart
Resten af bandet var dog bestemte på at fortsætte, og efter arbejde på et nyt album, var fans overraskede over at høre, at Sean Harris forlod Diamond Head i 2004. Hans afløser blev Nick Tart. Brian Tatler er det eneste oprindelige medlem tilbage i Diamond Head. Bandets seneste album All Will Be Revealed (titlen henviser åbenbart til Sean Harris) der blev udgivet i 2005, var meget anderledes fra deres tidligere materiale. For at reklamere for dette album var bandet heldige nok til at have Dave Mustaine til at invitere dem med på turné med Megadeth, som også genforenedes efter Mustaine igen var i stand til at spille guitar. Diamond Head fejrede også 25 år med NWOBHM ved Londons Astoria, med støtte fra Witchfynde, Bronze, Praying Mantis og Jaguar. Denne koncert blev udgivet under navnet It's Electric og blev også bandets første DVD, To the Devil His Due i 2006.
Bandet er stadig aktivt og udgiver formentligt deres sjette studiealbum den 20. juli 2007 under navnet What's in Your Head.

## Påvirkning på Metallica
Diamond Head er nok mest kendt blandt heavy metal-fans for deres indflydelse på Metallica. Metallica nævner dem som en meget vigtig tidlig indflydelse og de har tit spillet coverudgaver af Diamond Head numre live. Harris blev endda spurgt om han ville med i bandet i 80'erne, men sagde nej. Sangen "Helpless" var efter sigende en sang, som Lars Ulrich tvang bandet til at kæmpe sig gennem. "Sucking My Love," "Am I Evil?" og "The Prince" var også af og til spillet live på det tidspunkt. Den tidligste optagelse af disse sange er en demo optaget i den daværende bassist Ron McGovneys hus i Marts 1982. Metal Up Your Ass demoen optaget i november 1982 indeholdt en live-udgave af "Am I Evil?" "The Prince" blev også spillet, men båndet løb ud før den blev optaget. Sangen kom med på endnu en demoudgivelse som en del af The Horsemen of the Apocalypse demoen i 1983. "Sucking My Love" findes på diverse piratudgaver der har cirkuleret rundt siden 1982 sammen med en optagelse af den tidlige demo No Life 'Till Leather
Den første officielle udgivelse af "Am I Evil" kom i 1983 som B-siden af Creeping Death-ep'en sammen med en anden NWOBHM klassiker "Blitzkrieg," med bandet af samme navn. De to sange var også med på den første genoptryk af Kill 'Em All LP'en da den blev genudgivet af Elektra Records for at øge pladesalget.
"Helpless" kom på en rigtig udgivelse med Garage Days Re-Revisited i 1987 og "The Prince" blev udgivet på B-siden af "Harvester of Sorrow" maxi-singlen.
De officielle optagelser af "Helpless," "Am I Evil?" og "The Prince" kom også med på Metallicas anden CD udgivelse af Garage Inc. som er en samling af forskellige andre coversange bandet har spillet gennem tiderne. Den første CD i sættet er ny-optagede covers, hvor Diamond Heads "It's Electric" var med.

## Medlemmer
- Rasmus Bom Andersen – Vokal
- Brian Tatler – Lead Guitar (Radio Moscow, Quill)
- Andy "Abbz" Abberley – Rytmeguitar
- Eddie "Chaos" Moohan – Bas
- Karl Wilcox &mdash – Trommer

## Diskografi

### Albums
- Lightning to the Nations (1980)
- Borrowed Time (1982) – [UK #24]
- Canterbury (1983) – [UK #32]
- Death and Progress (1993)
- All Will Be Revealed (2005)
- What's in Your Head? (2007)
- Diamond Head (2016)
- The Coffin Train (2019)

### Livealbums
- The Friday Rock Show Sessions / Live At Reading (1992)
- Evil Live (1994)
- Live - In the Heat of the Night (2000)
- It's Electric (2006)

### Singler og EP'er
- Sweet and Innocent (1980)
- Shoot Out the Lights (1980)
- Diamond Lights EP (1980)
- Play It Loud (1981)
- Four Cuts EP (1982)
- Makin' Music (1983)
- Sucking My Love (Live) (1983)
- Rising Up EP (1992)
- Acoustic Four Cuts EP (2002)

### DVD'er
- To the Devil His Due (21. november 2006)